# Die Praxis des Familienrechts
Die Praxis des Familienrechts, kurz FAMPRA.ch, ist eine juristische Fachzeitschrift für Familienrecht in der Schweiz. Sie erscheint seit 2000 viermal im Jahr kombiniert in den Sprachen Deutsch, Französisch und Italienisch beim Stämpfli Verlag in einer Auflage von derzeit  1050 Exemplaren.
Herausgeberinnen sind die Professorinnen Ingeborg Schwenzer (Universität Basel, emeritiert), Andrea Büchler (Universität Zürich) und Michelle Cottier (Universität Genf).